# Euphaedra angustimarginata
Euphaedra angustimarginata är en fjärilsart som beskrevs av Schmidt 1921. Euphaedra angustimarginata ingår i släktet Euphaedra och familjen praktfjärilar. Inga underarter finns listade i Catalogue of Life.